# Ledniczka
Ledniczka – wyspa w środkowej części jeziora Lednica, druga pod względem powierzchni na akwenie jeziora. Na wyspie znajduje się stanowisko archeologiczne.
Wyspa o powierzchni ok. 1,3 ha i długości ok. 150 m znajduje się w odległości ok. 100 m od zachodniego brzegu jeziora Lednica i 200 m na południowy zachód od największej wyspy akwenu – Ostrowa Lednickiego. Prawie w całości porasta ją las, w którym przeważają: wierzba biała, wiąz szypułkowy i olsza czarna, a wśród roślinności krzewiastej: dereń świdwa oraz róża dzika. Otoczona jest pasem trzcinowiska złożonego głównie z trzciny pospolitej. Linia brzegowa wyspy leży na wysokości 108,46 m n.p.m.
W południowej oraz centralnej części Ledniczki stwierdzono pozostałości grodziska stożkowatego, którego wysokość nad lustrem wody jeziora wynosiła w latach 90. XX w. 7 m, a wysokość względna w stosunku do reszty wyspy ok. 6 m. Szczyt stożka miał w latach 90. XX w. wysokość 116,05 m n.p.m. Średnica grodziska u podstawy wynosiła w tym czasie 40,5 m, a partii szczytowej 20 m. Znaleziono tam dolne części (zbudowane z kamienia) ścian dwóch budynków mieszkalnych (4×5 m i 8×5 m) oraz pozostałości mniejszej półziemianki, zaś z jednej strony przed stożkiem – pozostałości rowu, a za nim wału ziemnego. Grodzisko datowane jest na bazie znalezionej tam ceramiki, militariów i innych zabytków ruchomych na przełom XIV/XV w. i interpretowane jako pozostałość dworu obronnego, być może siedziby rodu Latalskich.
Na wierzchołku grodziska stoi drewniana dzwonnica zbudowana w XVIII w. w Sokołowie Budzyńskim, a wtórnie przeniesiona na obecne miejsce po sierpniu 1966 r.
W roku 2017 odkryto drewniane szczątki mostu między Ledniczką, a zachodnim brzegiem jeziora. Ich datowania, prowadzone metodami dendrochronologiczną oraz radiowęglową, wskazują na istnienie w tym miejscu dwóch mostów z różnych epok: jeden powstał po 914 r. n.e., a drugi na przełomie XIII i XIV w. Znaleziono też na tym odcinku dna militaria z obu tych odcinków czasu.
Wykopaliska archeologiczne na wyspie prowadzono po raz pierwszy w 1966 r., później w 1989 i 1990, a następnie wznowiło je w 2021 r. Muzeum Pierwszych Piastów na Lednicy. Ponadto w wodach między Ledniczką a zachodnim brzegiem jeziora, w latach 80. i 90. XX w. oraz w 2017 r., prowadzono podwodne badania mające na celu rozstrzygnąć, czy między wyspą i lądem znajdowało się połączenie mostowe.